# Telecatch
Telecatch foi um programa de televisão criado na extinta TV Excelsior Rio de Janeiro, dedicado à exibição de combates de luta livre profissional que combinavam encenação teatral, combate e circo, inspirados  pelos programas de entretenimento dos Estados Unidos e pela lucha libre mexicana. Com a extinção do Palácio de Alumínio (uma cúpula de alumínio dedicada à exibição de combates corpo a corpo), um dos protagonistas da rede de lojas Imperatriz das Sedas (cuja sede era vizinha ao palácio montado no terreno do extinto tesouro nacional - doado aos comerciários) e um dos sócios da empresa, "Sr Rafick", resolveu promover um programa de lutas livres (via televisão) e cuja modalidade era o Tele-catch. Durante a década de 1960, alcançou o auge do sucesso, criando vários heróis, como Ted Boy Marino, Aquiles, Fantomas, etc..
Inicialmente chamado Telecatch Vulcan devido a uma ligação com a casa da borracha dos Cassini (esportes náuticos) e Imperatriz das Sedas (dos sócios César Murane e Rafick), a TV Excelsior televisou dos anos de 1965 a 1966. Devido a outro patrocinador, posteriormente passou a ser denominado Telecatch Montilla (TV Globo - 1967 a 1969) e finalmente como Os Reis do Ringue (TV Record) na década de 1970. Por razões de economia, a rede de lojas Imperatriz das Sedas (a principal patrocinadora) e empresas associadas resolveram não mais financiar o programa.
A luta livre profissional no Brasil nunca mais alcançou a expressividade dos anos 70, porém ainda existem aqueles que ainda praticam e produzem exibições dessa apresentação marcial combinada com teatro, podemos citar , Trupe do Trovão (ABRALULI), APW (Associação Paulista de Wrestling), BWF (Brazilian Wrestling Federation) e a Tiger Pro-Wrestling. Em Minas Gerais, temos a LLL (Libertas Luta Livre); no Rio Grande do Sul, a EWF (Evolution Wrestling Force) e a PWA, ambas de Porto Alegre, além da FWE (Fênix Pro-Wrestling), de Pelotas. No Rio de Janeiro, atuam a RJPW (Rio de Janeiro Pro-Wrestling) e a FILL (Federação Internacional de Luta Livre). Já em Caruaru (PE), existe a DPW (Dungeon Pro-Wrestling).
Telecatch virou um termo genérico para a luta livre profissional no Brasil. O Telecatch chegou a ser criticado por Hélio Gracie, um dos fundadores do jiu-jitsu brasileiro, que demonstrou preocupação com os “falsos combates” que caracterizavam o espetáculo. Gracie, pioneiro do vale-tudo e inspiração para o MMA (Mixed Martial Arts), sempre defendeu a prática de lutas reais e efetivas, considerando que o Telecatch deturpava a imagem das artes marciais legítimas. Curiosamente, ele apareceu ao lado de Ted Boy Marino em um episódio dos Trapalhões.
A BWF usa o nome Telecatch em um programas de televisão exibido pela Band.

## Lutadores e personagens
- Abdala arab (o Carrasco Arab)
- Aguiar
- Alex Mineiro
- Ali Bunani
- Antoniello
- Apolo Colombiano
- Aquiles
- Atila (Rei dos Unos)
- Bala de Prata
- Mister Lenzi
- Falcão
- Peter Karonia
- Caveira
- Barba Negra
- Barba Ruiva
- Beduino Baru
- Belo
- Bittencourt -juiz
- Bob Júnior
- Bob Léo
- Bobby Olsen
- Búfalo Bill
- Cabeleira
- Califa das Tormentas
- Cangaceiro
- Capanga
- Cavalheiro Vermelho
- Caveirito
- Cavernari
- Celso (o juiz que "roubava" para os lutadores trapaceiros)
- Charles
- Chaves
- Christus
- Ciclone
- Conde Romano
- Crispim (o juiz mais famoso)
- Dani Rei
- Demônio Cubano
- Edson "Bolinha" Cury (apresentador)
- Edu
- El Caveira
- El Chasqui
- El Cid
- El Condor
- El Duende
- El Rino
- El Toro
- Espanholito
- Esteves
- Fantomas
- Frank Butcher
- Frankestein
- Garoto de Ouro
- Gato
- Gino Duranti
- Gran Caruso
- Hércules
- He-Man
- Hiena de Capalgo
- Hinata
- Homem Montanha
- Índio
- Índio Kindar
- Índio Saltense (árbitro)
- Igor Ivanoski
- Jacob
- Jangada
- Jean Rabiu
- Killinger
- King Kong
- Kitaka
- Kurts
- La Mumia
- Leal
- Leão do Libano
- Leoneto
- Leopardo
- Lothar
- Luchetti
- Marinheiro
- Mestiço
- Mestre David
- Michel Serdan
- Mister Argentina
- Mister Atlas
- Mister Chile
- Mister Puma
- Mongol
- Moretto
- Muhammed Tufik
- Natalino
- Neutron
- Pantera
- Perez
- Real Mizuchi
- Richard
- Ringo
- Roberto "Brasa"
- Scaramouch
- Sconparin
- Silva
- Stiner
- Tagaki
- Ted Boy Marino
- Ted Boy II (Gaúcho que ganhou o nome por ser bem parecido com o Ted Boy Marino)
- Tigre Paraguaio
- Tony Videla
- Toureiro Cordobez
- Touro de Bronze (morador de Guadalupe)
- Ulisses
- Ursus
- Verdugo
- Viking
- Vingador
- Waldemar Santini (árbitro)
- Wolppe